# Anton (II.) von Wietersheim
Anton von Wietersheim (* 14. Juli 1587 in Stadthagen; † 30. Januar 1647 in Barmstedt, begraben in Stadthagen) war ein deutscher Jurist und Kanzler des Grafen Ernst von Holstein-Schauenburg, von Christian von Braunschweig-Wolfenbüttel als Administrator des Bistums Halberstadt sowie des Herzogs Friedrich III. von Schleswig-Holstein-Gottorf.

## Leben und Wirken
Er war der Sohn des gleichnamigen Anton (I.) von Wietersheim und seiner zweiten Ehefrau Margarethe Langermann. Nach dem Studium der Rechtswissenschaften trat er die Nachfolge seines Vaters als Rat und Kanzler des Grafen Ernst von Holstein-Schauenburg an. Als Christian von Braunschweig-Wolfenbüttel 1617 Administrator von Halberstadt wurde, machte er Anton von Wietersheim auf Betreiben seiner Mutter Prinzessin Elisabeth von Dänemark (1573–1625), der ältesten Tochter von König Friedrich II. von Dänemark, zum Geheimen Rat und Kanzler. In Zeiten der häufigen Abwesenheit des tollen Halberstädters lag die Regierungsverantwortung ganz in seinen Händen. Dabei erwies sich von Wietersheim nach überwiegender Ansicht der Literatur als unfähig und habgierig; seine Missregierung nutzte die Geldentwertung der Kipper- und Wipperzeit zu seiner eigenen Bereicherung. In Halberstadt kam es zu Unruhen; nach der Rückkehr Christians 1623 wurde Wietersheim entmachtet und abgesetzt.
1636 wurde er dennoch als Nachfolger von Erich Hedemann gottorfischer Kanzler und nach der Eingliederung von Holstein-Pinneberg in das holsteinische Territorium 1640 Drost in Barmstedt.
Mit Diplom vom 29. März 1642 wurde er von Kaiser Ferdinand III. zum Hofpfalzgraf erhoben und erhielt zahlreiche Privilegien für sich, seine Erben und Nachkommen.
Unter dem Gesellschaftsnamen Der Umfahende wurde er 1636 als Mitglied in die Fruchtbringende Gesellschaft aufgenommen.
Schon am 29. August 1621 hatte er von seinem Schwager Albrecht von Böltzig (Beltzigk) dessen Güter Wörbzig und Frenz erworben, die bis 1796 Stammsitz des Adelsgeschlechts von Wietersheim blieben, und dessen Schwester Amalie geheiratet. Das Paar hatte drei Söhne: Heinrich Julius († 1669), Erbherr zu Stadt- und Sachsenhagen, Anton III. (1636–1687), Major und Gutsherr auf Wörbzig und Frenz, Friedrich (1637–1693), Gutsherr auf Wörbzig und Frenz.
Johann Rist verfasste seine Trauerschrift.

## Werke
- Conclusiones juridicae de concursu actionum. Diss. Univ. Gießen, 1611.